# Grover (Carolina del Nord)
Grover è un comune degli Stati Uniti d'America, situato in Carolina del Nord, nella contea di Cleveland.